# MenuetOS
MenuetOS je 64bitový operační systém napsaný kompletně v assembleru FASM. K dispozici je také jeho 32bitová varianta, ta však od poloviny roku 2008 přestala být vyvíjena. Autorem MenuetOS je Ville Mikael Turjanmaa.
Systém obsahuje GUI, přehrávač souborů WAV, prohlížeč grafických souborů (podporuje například formáty JPG a PNG), multimediální přehrávač kodeku MPEG2, jednoduchý textový editor TinyPad, prototyp klienta HTTP, assembler, jednoduchý zásobník TCP/IP a několik her.
Celý systém se vejde na jedinou disketu. V současné době MenuetOS podporuje všechny grafické karty kompatibilní se standardem VESA. Verze 0.90L přináší nový vzhled a průhlednost oken v reálném čase.